# ハガナー情報局
ハガナー情報局（ - じょうほうきょく、ヘブライ語："שירות הידיעות של ה"הגנה）とは、国際連盟イギリス委任統治領パレスチナのイシューブ（ユダヤ人社会）の軍事組織ハガナーの情報機関。ヘブライ語名のシェルート・ハ-イェディオット（・シェル・ハ-ハガナー）の略シャイ（ש"י）もしくはハ-シャイ（הש"י）と呼ばれた。

## 概要
ハガナー情報局はイスラエル建国前後に諜報活動分野で多くの人材を輩出。組織はイスラエル独立直後に分割解散したが、その遺産の上にイスラエル諜報特務庁やイスラエル総保安庁などが成立。今日のイスラエル情報コミュニティーの基礎であった。本部はテルアビブのベン＝イェフダ通りに存在した。

## イシューブにおける情報史

### 19世紀末
19世紀末、主に東欧からユダヤ人移民はオスマン帝国支配下の歴史的シリア地方に入植し始める。そこは彼らの祖父の地エレッツ・イスラエル（イスラエル人の地）と重なっていたのは偶然でなく、ホベベイ・ツィオン（シオン愛好者）やシオニズム運動の影響である。同地方のユダヤ人社会はイスラエル建国までイシューブと呼ばれた。

### バル・ギオラとショメール
1907年にイシューヴで若いユダヤ人移民により防衛の為の秘密機関バル・ギオラが結成。1909年にバル・ギオラは解散。防衛組織ショメール（警護人の意）へと秘密色を薄めた組織へ発展。ショメールのメンバーは早くから諜報活動を行っていたが、それは彼らの生命と財産を守る為のもので、反トルコ活動に関わっていなかった。

### 第一次世界大戦
第一次世界大戦が勃発すると、オスマン帝国を積極的に支援するユダヤ人グループのギデオン団がジフロン・ヤアコヴに成立したが途中でギデオン団は英国支持に変更。

### 対英諜報協力
ギデオン団メンバーは30人程でイギリス軍に協力する諜報活動を行なう情報機関ニリーを結成。伝説と化したニリーであるが、当時ハ-イシューヴの多数派ショメールなどはオスマン帝国に敵対するニリーに反対。だが、ショメールのメンバーもオスマン帝国当局に疑われてエジプトに追放。1918年のオスマン帝国降伏後、イギリス軍によるイスラエル占領後にショメールのメンバーは再び帰還した。

### 第一次大戦後
1917年から1920年まではイギリス軍による軍事政権がパレスチナを支配。その期間の1918年に世界シオニスト会議の代表委員会委員達がパレスチナを訪問。ゼエヴ・ジャボチンスキーの勧めで、世界シオニスト機構の代表委員会に情報事務局（משרד הידיעות）が設立。目的はアラブ人の行動に関する情報収集とアラブ人民族主義団体の追跡調査であった。1920年7月に国際連盟英国委任統治という形で民政がパレスチナで始められた。

### ハガナー創設
第一次世界大戦が終わりイギリス軍によるパレスチナ統治が始まると、イシューヴでは安全保障に関する事は全て英国に任せようとする雰囲気があった。だが、1920年に起こったパレスチナでのアラブ人暴動、なかんずくテル・ハイ事件でイギリス軍が傍観したのを見たイシューヴは、それまでの防衛組織ショメールを解散して統括的軍事組織ハガナー（防衛の意）を創設。

### 空白期間（1920年代）
今日伝説となったニリーの活躍物語とは裏腹にイシューヴでは1930年代中頃まで本格的な諜報活動は顧みられなかった。原因は2つある。
- 人口学的要因
オスマン帝国当局の追放によるユダヤ人人口の激減。委任統治が始まり、パレスチナのユダヤ人人口が増え始めたものの、1929年からの世界恐慌の為に再びユダヤ人移民の多くはパレスチナを離れた為に諜報活動が可能なほどには人口がなかった。アサ・レフェンの説明。
- 心理的要因
初期のユダヤ人移民は帝政ロシアで秘密警察オフラーナのスパイによる監視や極端に残酷な拷問の犠牲になっており、そこから諜報活動自体に対する嫌悪感と誤解が存在した。

### 1930年代
その時代にイシューヴで諜報活動を行ったものとして非主流派のシオニスト修正派（右派）のエツェルやレヒがある。主流派では英国委任統治政府によって制限されたパレスチナへのユダヤ人移民移送を目的とした非合法移民機関やユダヤ機関政治局、同局アラブ課、ハガナー各地方支部や同防諜局、同保安局などがある。各機関は充分に組織化や調整されていなかった。
パレスチナでは1936年から1939年にかけてアラブの大乱が発生、それ以降イシューブでは包括的かつ全国的な情報機関創設の必要を感じていた。

### シェルート・ハ-イェディオット
そうして、1940年（*1939年説もある）にイシューヴの統括情報機関シェルート・ハ‐イェディオット（情報局の意）は創設され既存の情報機関の調整と吸収に乗り出す。当初シェルート・ハ‐イェディオット（略称シャイ）はユダヤ機関に支援を受け服属。本部はテルアビブに置いた。1942年にはエルサレム支部開設して同地に本部を置いてイシューヴの外交部兼対外情報機関であるユダヤ機関政治局と組織的境界が見えない程に緊密な関係構築。同年イスラエル・アミールが局長に選ばれるとシャイはハガナー傘下に入る。ハガナーの情報局となったシャイはイシューヴの諜報活動の統括的組織と位置付けられた。
（*シャイのハイファ支部に所属し、後にモサド要員であったアサ・レェフェンによると、シャイは1939年末のハガナー指導部更新時にイシューブ内の裏切り者や内通者による秘密漏斗を妨げる為に設立された。）

### メンバー
ハガナー情報局幹部にはユダヤ機関政治局のルーヴェン・シロアッフや非合法移民機関・機関長シャウル・アヴィグール、イサル・ハルエルらがいた。

### 担当部局
ハガナー情報局は諜報活動対象別に次の部局に分かれていた。
- ユダヤ課（後に内事課と変更） - イシューブ非主流派のエツェルやレヒを監視。
- アラブ課 - パレスチナのアラブ人を監視。小規模。
- 共産課 - パレスチナ共産党のユダヤ人及びアラブ人を監視。
- 英国課（もしくは総合課） - 対英情報活動。委任統治安政府や英国警察、イギリス軍との連絡役と同時にそれらを監視した。イスラエル諜報特務庁の源流。ボリス・グリエルが課長。

ハガナー情報局やユダヤ機関政治局の諜報活動に関しては、ハイファ大学の ヨアヴ・ゲルベル教授が詳しい。

### ユダヤ人監視
イシューブ主流派から分離した強硬な修正派（右派）のユダヤ人を監視するユダヤ課課長が後のイスラエル総保安庁創設者で伝説的イスラエル諜報特務庁長官のイサル・ハルエルである。ハルエルには当時から独立後まで安全保障任務と政治活動を峻別しなかったという批判がある。ハルエルは自身のパトロンであるダヴィド・ベン＝グリオン首相の政治的立場を強化する為にメナヘム・ベギンなど右派や反シオニストを追跡監視した。

### 国家独立と組織解体
1947年11月29日、国際連合によりパレスチナ分割決議が最終的に採択。同年5月14日にはダヴィド・ベン＝グリオンによる独立宣言を経て、同月26日にハガナーを解散してイスラエル国防軍が創設される。その直後の6月30日にハガナーの情報局であったシャイも解体され3つの独立情報機関に再編されてイスラエル情報コミュニティーが成立した。

## 歴代局長
- シャウル・アヴィグール
- イスラエル・アミール（英語版）
- ダヴィッド・シャルティエール（英語版）
- イサル・ベーリー（英語版）

## 主要メンバー
- エズラ・ダニン（英語版）
- ルーヴェン・シロアッフ
- イサル・ハルエル
- ビンヤミン・ジブリ（英語版）